# 妮科尔·戈登
妮科尔·戈登（英語：Nicole Gordon，1976年3月17日—），新西兰女子羽毛球运动员。她曾代表新西兰参加1998年、2002年和2006年英联邦运动会羽毛球比赛，获得一枚银牌和一枚铜牌。